# Association Sportive de Saint-Étienne 1972-1973
La pagina raccoglie i dati riguardanti l'Association Sportive de Saint-Étienne nelle competizioni ufficiali della stagione 1972-1973.

## Stagione
Dopo le dimissioni di Albert Batteux al termine della stagione precedente, la squadra fu affidata a Robert Herbin, ex capitano della squadra nonché uomo di fiducia del presidente Rocher. Il nuovo allenatore, alla sua prima esperienza su di una panchina, rifondò la squadra introducendo nuovi elementi (tra cui il portiere Ivan Ćurković, il difensore Oswaldo Piazza) e cedendone alcuni avanti con l'età. I risultati della squadra migliorarono rispetto all'anno precedente: al termine della stagione i Verts si classificarono quarti lottando fino alla penultima giornata per un posto in zona UEFA.

## Maglie e sponsor
Viene confermata la maglia introdotta l'anno precedente, di colore verde con bordi e girocollo bianco. Il fornitore tecnico è Le Coq Sportif.
| Manica sinistra · Manica sinistra · Maglietta · Manica destra · Manica destra · Pantaloncini · Calzettoni |

## Organigramma societario
Area direttiva
- Presidente:  Roger Rocher

Area tecnica
- Direttore sportivo:  Pierre Garronaire
- Allenatore:  Robert Herbin

## Rosa
| N. |                       | Ruolo | Calciatore        |
| -- | --------------------- | ----- | ----------------- |
| -  | Jugoslavia (bandiera) | P     | Ivan Ćurković     |
| -  | Francia (bandiera)    | P     | André Castel      |
| -  | Francia (bandiera)    | D     | Gérard Janvion    |
| -  | Francia (bandiera)    | D     | Gérard Farison    |
| -  | Francia (bandiera)    | D     | Christian Lopez   |
| -  | Francia (bandiera)    | D     | Alain Merchadier  |
| -  | Argentina (bandiera)  | D     | Oswaldo Piazza    |
| -  | Francia (bandiera)    | D     | Pierre Repellini  |
| -  | Francia (bandiera)    | D     | Daniel Sanlaville |
| -  | Francia (bandiera)    | C     | José Broissart    |

| N. |                    | Ruolo | Calciatore           |
| -- | ------------------ | ----- | -------------------- |
| -  | Francia (bandiera) | C     | Aimé Jacquet         |
| -  | Francia (bandiera) | C     | Jean-Michel Larqué   |
| -  | Francia (bandiera) | C     | Jacques Santini      |
| -  | Francia (bandiera) | C     | Christian Synaeghel  |
| -  | Francia (bandiera) | A     | Georges Bereta       |
| -  | Francia (bandiera) | A     | Patrick Parizon      |
| -  | Francia (bandiera) | A     | Patrick Revelli      |
| -  | Francia (bandiera) | A     | Dominique Rocheteau  |
| -  | Francia (bandiera) | A     | Christian Sarramagna |

## Statistiche

### Statistiche di squadra
| Competizione     | Punti | Totale | Totale | Totale | Totale | Totale | Totale | Totale |
| Competizione     | Punti | G      | V      | N      | P      | Gf     | Gs     | Bonus  |
| ---------------- | ----- | ------ | ------ | ------ | ------ | ------ | ------ | ------ |
| Division 1       | 46    | 38     | 18     | 10     | 10     | 64     | 47     |        |
| Coppa di Francia | -     | 6      | 5      | 0      | 1      | 13     | 6      |        |
| Totale           |       | 44     | 23     | 10     | 11     | 77     | 53     |        |

### Statistiche dei giocatori
| Giocatore  | Campionato | Campionato | Campionato | Campionato |
| Giocatore  | Pres       | Gol        | Am         | Esp        |
| ---------- | ---------- | ---------- | ---------- | ---------- |
| Bereta     | 37         | 6          |            |            |
| Broissart  | 32         |            |            |            |
| Ćurković   | 38         |            |            |            |
| Farison    | 32         | 1          |            |            |
| Jacquet    | 29         | 3          |            |            |
| Janvion    | 8          | 1          |            |            |
| Larqué     | 36         | 12         |            |            |
| Lopez      | 18         | 1          |            |            |
| Merchadier | 25         |            |            |            |
| Parizon    | 19         | 3          |            |            |
| Piazza     | 37         | 4          |            |            |
| Repellini  | 18         | 1          |            |            |
| Rocheteau  | 2          |            |            |            |
| P. Revelli | 31         | 16         |            |            |
| Sanlaville | 6          | 1          |            |            |
| Santini    | 34         | 10         |            |            |
| Sarramagna | 25         | 3          |            |            |
| Synaeghel  | 9          | 1          |            |            |